# جيل بيركنز
جيل بيركنز (بالإنجليزية: Gil Perkins)‏ هو ممثل أسترالي، ولد في 24 أغسطس 1907 بملبورن في أستراليا، وتوفي في 28 مارس 1999 في الولايات المتحدة.

## أعمال

### أفلام
- (1955) شرق عدن[2][3][4]
- (1960) سبارتاكوس[5][6]
- (1966) باتمان

## وصلات خارجية
- جيل بيركنز على موقع IMDb (الإنجليزية)
- جيل بيركنز على موقع قاعدة بيانات الفيلم (الإنجليزية)